# Karl Heinrich (Politiker, 1890)
Karl Heinrich (* 25. September 1890 in München; † 3. November 1945 im  Speziallager Nr. 3 Hohenschönhausen) war ein sozialdemokratischer Aktivist, Polizeioffizier und Widerstandskämpfer gegen den Nationalsozialismus.

## Leben

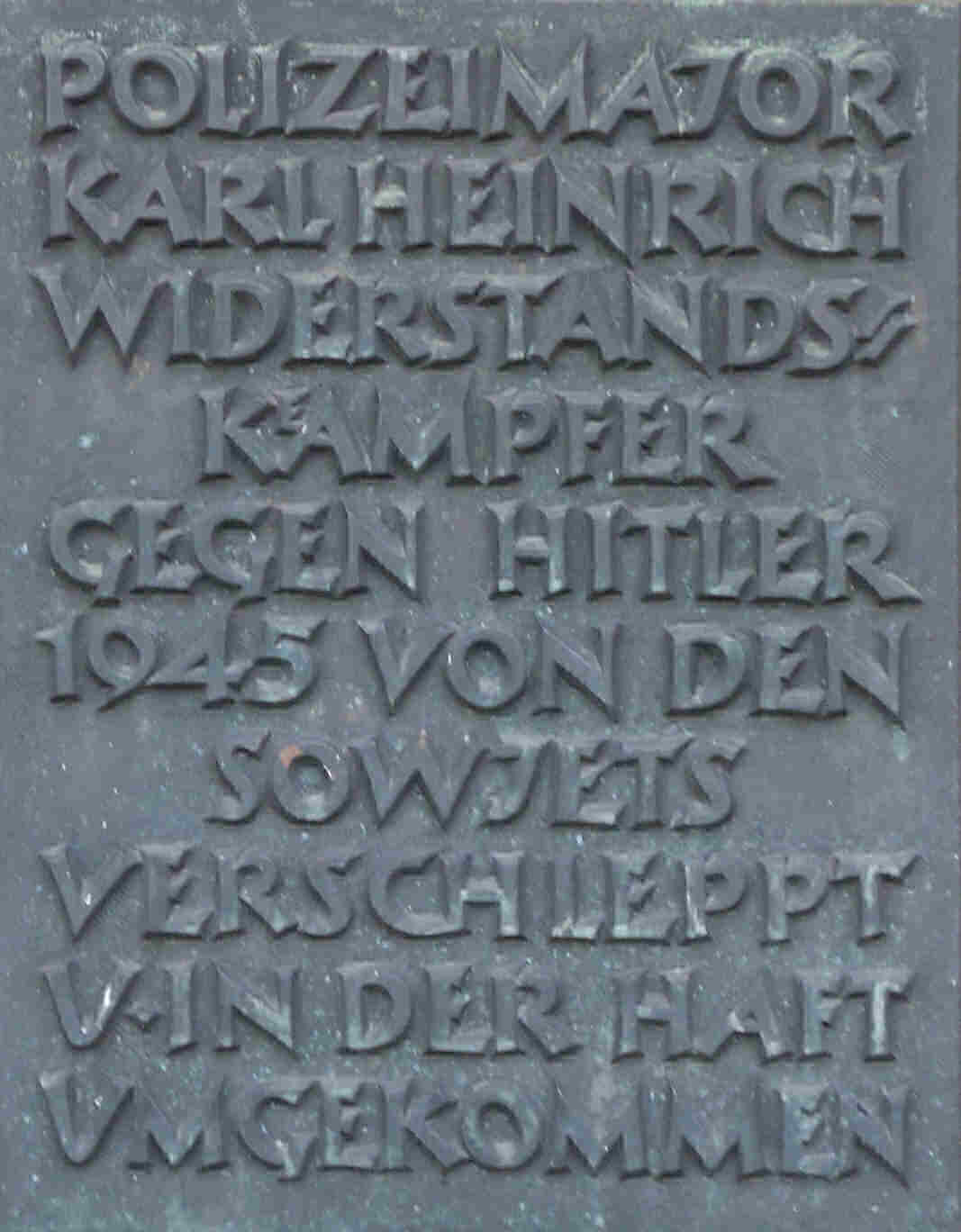
Gedenktafel zu Ehren Heinrichs in Berlin-Spandau

Heinrich trat 1909 als Kommissaranwärter in den hessischen Polizeidienst. In den Jahren 1911/12 leistete er als Einjährig-Freiwilliger seinen Wehrdienst ab. Im Februar 1914 war seine Ausbildung als Polizist beendet. Im Ersten Weltkrieg diente Heinrich zunächst in der Infanterie, wo er schon im Januar 1915 zum Leutnant befördert wurde. Infolge schwerer Verwundung galt er ab Mitte 1916 als nicht mehr kriegsverwendungsfähig und wurde, unter anderem mit dem Eisernen Kreuz I. Klasse dekoriert, in der Militärpolizeiverwaltung eingesetzt.
Nach seiner Entlassung aus dem Heer nahm Heinrich 1918 seinen Dienst als Offizier bei der hessischen Polizei auf. Anfang 1919 trat er in die SPD ein. Er wechselte zur preußischen Polizei, die ihn 1929 als Major zur Berliner Schutzpolizei versetzte. Heinrich kommandierte als stellvertretender Inspektionsleiter der Inspektion „Linden“ die Schutzpolizei im Berliner Regierungsviertel. Zu seinen Aufgaben gehörte die Durchsetzung des Bannkreises um das Reichstagsgebäude. Wegen der hierbei gezeigten Härte gegen Nationalsozialisten propagierte deren Gauleiter Goebbels für ihn den Namen Knüppelheinrich, den die Kommunisten, bei denen er gleichermaßen verhasst war, übernahmen. Infolge des Preußenschlags 1932 aus politischen Gründen beurlaubt, widmete sich Heinrich führenden Funktionen im Reichsbanner Schwarz-Rot-Gold.
Nach der Machtübernahme rächte sich die Berliner SA ab Anfang März 1933 an Heinrich, indem sie ihn für acht Wochen in mehrere wilde Konzentrationslager verschleppte, darunter in das berüchtigte Columbiahaus. Seine zeitgleiche Entlassung aus der Polizei war mit einer erheblichen Kürzung der Bezüge verbunden, weshalb Heinrich als Versicherungsvertreter auf Provisionsbasis arbeiten musste. Nachdem die meisten Führer des Reichsbanners bei seiner Zerschlagung aus Deutschland geflohen waren, baute Heinrich 1933/1934 gemeinsam mit Theodor Haubach in Berlin eine über eintausend Mitglieder zählende illegale sozialdemokratische Organisation überwiegend aus Reichsbannerleuten auf. Nach der Verhaftung Haubachs im November 1934 übernahm Heinrich die Leitung der Organisation. Doch auch ihn verhaftete die Gestapo im September 1935. In einem Schauprozess verurteilte der Volksgerichtshof Heinrich 1937 wegen Vorbereitung zum Hochverrat zu sechs Jahren Zuchthaus. Seine Strafe verbüßte er im Zuchthaus Brandenburg und ab Sommer 1938 in verschiedenen Moorlagern, dann in Straflagern in Hessen. Nach Ablauf der Haftstrafe 1941 beabsichtigte die Gestapo Heinrichs Verschleppung in das Konzentrationslager Sachsenhausen, hielt ihn dann aber wegen seines schlechten Gesundheitszustands in ihrem Gefängnis in der Berliner Prinz-Albrecht-Straße fest. Infolge ärztlich festgestellter Haftunfähigkeit entließ die Gestapo ihn von dort im September 1942.
Im Juni 1945, nach der Befreiung vom Nationalsozialismus, ernannte die sowjetische Besatzungsmacht, die einen erfahrenen Polizeioffizier ohne NS-Vergangenheit suchte, Heinrich zum Kommandeur der Berliner Schutzpolizei. Schon bald nach der Ernennung meldeten sich allerdings KPD-Mitglieder bei sowjetischen Stellen, die unabhängig voneinander auf Heinrichs Rolle als Schupo-Offizier vor 1933 hinwiesen; Heinrich sei „ein übler Bursche“, der sich außerdem in der Haft gegenüber Mitgefangenen „schlecht“ und „schuftig“ verhalten habe. Wesentlicher Hintergrund für diese Anschuldigungen war ein Machtkampf innerhalb der Berliner Polizei, bei dem ältere sozialdemokratische Polizeioffiziere den Anspruch erhoben, ihre bis 1932/33 kontrollierten Positionen wieder einzunehmen, während erstmals in den Polizeidienst eingestellte Kommunisten ihren Einflussbereich zu konsolidieren suchten. Nachdem die Westmächte Anfang Juli 1945 ihre Berliner Sektoren besetzt hatten, versuchte Heinrich, der offenbar mit der Rückendeckung insbesondere der Briten rechnete, die dort seit Mai in die Polizei aufgenommenen KPD-Mitglieder zu entfernen. Daraufhin wurde er am 2. August in einer Dienststelle des NKWD verhaftet. Weil Heinrich in seiner Aktentasche eine Pistole mit sich führte, hatten die Vertreter der Westmächte keine Handhabe, zu seinen Gunsten einzugreifen, da Deutschen jeglicher Waffenbesitz streng verboten war. Intern teilte die sowjetische Seite den westlichen Alliierten am 8. August mit, dass Heinrich über den Waffenbesitz hinaus im Verdacht stehe, mit der Gestapo kooperiert zu haben, in der Weimarer Republik rücksichtslos gegen demokratische Kräfte vorgegangen zu sein und als Lagerhäftling Mitgefangene misshandelt zu haben.
Eine öffentliche Stellungnahme zu dem großes Aufsehen erregenden Schritt gab die sowjetische Besatzungsmacht allerdings nicht ab. In den geheimen Ermittlungen warf das NKWD Heinrich illegalen Waffenbesitz sowie die Misshandlung und Denunziation von Mithäftlingen während des NS-Strafvollzugs vor. Die Untersuchung war Ende September 1945 abgeschlossen. Die Anklageschrift beschuldigte ihn „konterrevolutionärer“ Verbrechen. Da Heinrich inzwischen schwer erkrankt war, kam es nicht zur Verhandlung vor einem  sowjetischen Militärtribunal. Im Oktober 1945 in das Haftkrankenhaus des Speziallagers Nr. 3 in Berlin-Hohenschönhausen eingeliefert, starb er am 3. November 1945 an der „Paralyse lebenswichtiger Organe“. Sein Leichnam wurde in der Nähe des Lagers auf einem Schuttablageplatz verscharrt.
Die sowjetische Besatzungsmacht hielt dies trotz dringender Anfragen der westlichen Besatzungsmächte, der SPD-Führung und der Berliner Öffentlichkeit nach seinem Verbleib und den Beschuldigungen geheim. Während des Berliner Wahlkampfes im Herbst 1946 rechtfertigte eine antisozialdemokratische Kampagne der mit NKWD-Informationen dosiert ausgestatteten SED-Presse die Verhaftung Heinrichs. Sein Schicksal konnte erst nach dem Zusammenbruch der Sowjetunion aufgeklärt werden. Im Mai 1996 rehabilitierte die Generalstaatsanwaltschaft der Russischen Föderation Karl Heinrich.
Mit Hans Kanig wurde im Januar 1946 erneut ein Sozialdemokrat Kommandeur der Schutzpolizei.
An Karl Heinrich erinnern eine Gedenktafel und die Karl-Heinrich-Brücke im Berliner Ortsteil Spandau.